# John Burgess
John William Burgess, född 26 augusti 1844 i Giles County, Tennessee, död 13 januari 1931, var en amerikansk historiker.
Burgess blev advokat 1869, studerade historia och statsvetenskap i Göttingen, Leipzig och Berlin 1871–1873. Han var 1873–1876 professor i historia och statsvetenskap vid Amherst College i Massachusetts och 1876–1912 professor i statsvetenskap och författningsrätt vid Columbia University i New York. Han var 1906–1907 innehavare av Roosevelts professur i amerikansk historia med mera vid Berlins universitet och föreläste 1914–1915 vid österrikiska universitet. Burgess författade bland annat Political science and comparative constitutional law (2 band 1890–1891), The civil war and the constitution (2 band, 1901), Reconstruction and the constitution 1866–76 (1902), The administration of president Rutherford B. Hayes (1915), America's relations to the great war (1916) och Russian revolution and the soviet constitution (1919).